# Ханнес Сигурдссон
Ха́ннес То́рстейнн Си́гурдссон (исл. Hannes Þorsteinn Sigurðsson, 10 апреля 1983, Рейкьявик, Исландия) — исландский футбольный тренер, ранее — футболист, нападающий. Главный тренер немецкого клуба «Ваккер» Бургхаузен. Выступал за национальную сборную Исландии.

## Карьера

### Клубная
Начинал свою профессиональную карьеру в исландском клубе «Хабнарфьордюр». Сыграв в 2001 году в его составе 11 игр и забив один мяч, Ханнес завоевал бронзовые медали чемпионата Исландии и дошёл до финала Кубка лиги. Затем выступал за норвежский «Викинг» и английский «Сток Сити». В августе 2006 года подписал контракт с клубом датской Суперлиги «Брондбю». В чемпионате дебютировал 9 сентября в матче с «Ольборгом», выйдя на поле с первых минут. 24 сентября забил свой первый мяч в Дании, на 16-й минуте открыв счёт в игре с «Оденсе». В общей сложности за «Брондбю» Ханнес отыграл девять матчей, в которых отличился два раза, после чего вернулся в норвежский «Викинг», вместе с которым в 2007 году завоевал бронзовые медали Типпелиги. В марте 2008 года перебрался в чемпионат соседней Швеции, подписав контракт с «Сундсваллем». 7 апреля в своём дебютном матче чемпионата с «Хаммарбю» Сигурдссон забил два гола, однако это не спасло его команду от поражения со счётом 3:5. По итогам сезона «Сундсвалль» занял пятнадцатое место и напрямую вылетел в Суперэттан. В конце 2010 года Ханнес покинул шведский клуб, возвратившись в родной «Хабнарфьордюр». В середине июля приехал на просмотр в нальчикский «Спартак», с которым в итоге и заключил контракт. 21 августа в матче с московским «Спартаком» дебютировал в чемпионате России, выйдя на 74-й минуте вместо Сергея Пилипчука. Покинул команду в декабре 2011 года. В феврале 2012 года подписал контракт с клубом «Атырау» из Казахстана.

### В сборных
Выступал за юношеские и молодёжные сборные Исландии всех возрастов. В составе юношеских сборных участвовал в квалификационных матчах к юношескому чемпионату Европы 2000 года в Израиле и 2002 года в Норвегии. 11 октября 2001 года в матче с Андоррой Ханнес отметился хет-триком. За молодёжку дебютировал 21 августа 2002 года в товарищеском матче со сверстниками из Франции. 30 марта 2005 года состоялся дебют Сигурдссона за национальную сборную. В товарищеском матче с итальянцами в Падуе он на 86-й минуте появился на поле вместо Олафура Скуласона. 7 октября того же года на 38-й минуте товарищеской игры со сборной Польши Ханнес забил свой первый и единственный мяч в составе исландской сборной

## Достижения
Хабнарфьордюр
- Бронзовый призёр чемпионата Исландии: 2001
- Финалист Кубка лиги Исландии: 2001

 Викинг
- Бронзовый призёр чемпионата Норвегии: 2007

## Матчи за сборную
| #  | Дата            | Место                                      | Соперник          | Результат | Голы | Турнир                                 |
| -- | --------------- | ------------------------------------------ | ----------------- | --------- | ---- | -------------------------------------- |
| 1  | 30 марта 2005   | «Эуганео», Падуя, Италия                   | Италия            | 0:0       | -    | Товарищеский матч                      |
| 2  | 8 июня 2005     | «Лаугардалсвёллур», Рейкьявик, Исландия    | Мальта            | 4:1       | -    | Отборочный матч чемпионата мира 2006   |
| 3  | 7 октября 2005  | «Войска Польского», Варшава, Польша        | Польша            | 2:3       | 1    | Товарищеский матч                      |
| 4  | 12 октября 2005 | «Росунда», Стокгольм, Швеция               | Швеция            | 1:3       | -    | Отборочный матч чемпионата мира 2006   |
| 5  | 28 февраля 2006 | «Лофтус Роуд», Лондон, Англия              | Тринидад и Тобаго | 0:2       | -    | Товарищеский матч                      |
| 6  | 15 августа 2006 | «Лаугардалсвёллур», Рейкьявик, Исландия    | Испания           | 0:0       | -    | Товарищеский матч                      |
| 7  | 2 сентября 2006 | «Уиндзор Парк», Белфаст, Северная Ирландия | Северная Ирландия | 3:0       | -    | Отборочный матч чемпионата Европы 2008 |
| 8  | 7 октября 2006  | «Сконто», Рига, Латвия                     | Латвия            | 0:4       | -    | Отборочный матч чемпионата Европы 2008 |
| 9  | 11 октября 2006 | «Лаугардалсвёллур», Рейкьявик, Исландия    | Швеция            | 1:2       | -    | Отборочный матч чемпионата Европы 2008 |
| 10 | 28 марта 2007   | «ONO», Пальма-де-Мальорка, Испания         | Испания           | 0:1       | -    | Отборочный матч чемпионата Европы 2008 |
| 11 | 2 июня 2007     | «Райнпарк», Вадуц, Лихтенштейн             | Лихтенштейн       | 1:1       | -    | Отборочный матч чемпионата Европы 2008 |
| 12 | 6 июня 2007     | «Росунда», Стокгольм, Швеция               | Швеция            | 0:5       | -    | Отборочный матч чемпионата Европы 2008 |
| 13 | 28 мая 2008     | «Лаугардалсвёллур», Рейкьявик, Исландия    | Уэльс             | 0:1       | -    | Товарищеский матч                      |